# 62 Ursae Majoris
62 Ursae Majoris är en gulvit stjärna i huvudserien i stjärnbilden Stora björnen. Stjärnan har visuell magnitud +6,08 och är knappt synlig för blotta ögat vid god seeing. Den ligger på ett avstånd av ungefär 135 ljusår.